# Championnat d'Euro F3000 2004
Le championnat d'Euro F3000 2004 a été remporté par le pilote néerlandais Nicky Pastorelli sur une monoplace de l'écurie Draco Junior Team. 

## Règlement
- Tous les pilotes sur Lola T99/50 à moteur Zytek
- L'attribution des points s'effectue selon le barème 10,6,4,3,2,1.

## Courses de la saison 2004
| Date         | Lieu              | Vainqueur            | Nationalité      | Equipe                  |
| 2 mai        | Brno              | Fabrizio del Monte   | Italie           | GP Racing               |
| 30 mai       | Estoril           | Fabrizio del Monte   | Italie           | GP Racing               |
| 6 juin       | Jerez             | Fabrizio del Monte   | Italie           | GP Racing               |
| 27 juin      | Monza             | Nicky Pastorelli     | Pays-Bas         | Draco Junior Team       |
| 18 juillet   | Spa-Francorchamps | Bernhard Auinger     | Autriche         | Euronova Racing Team    |
| 29 août      | Donington         | Jonny Reid           | Nouvelle-Zélande | John Village Automotive |
| 12 septembre | Dijon             | Alex Lloyd           | Royaume-Uni      | John Village Automotive |
| 19 septembre | Zolder            | Norbert Siedler (en) | Autriche         | ADM Motorsport          |
| 30 octobre   | Nürburgring       | Norbert Siedler (en) | Autriche         | ADM Motorsport          |
| 31 octobre   | Nürburgring       | Nicky Pastorelli     | Pays-Bas         | Draco Junior Team       |

## Classement des pilotes
| Classement | Pilote               | Pays             | Equipe                                        | Nombre de points |
| ---------- | -------------------- | ---------------- | --------------------------------------------- | ---------------- |
| 1er        | Nicky Pastorelli     | Pays-Bas         | Draco Junior Team                             | 46               |
| 2e         | Fabrizio del Monte   | Italie           | GP Racing                                     | 45               |
| 3e         | Norbert Siedler (en) | Autriche         | ADM Motorsport                                | 37               |
| 4e         | Jonny Reid           | Nouvelle-Zélande | John Village Automotive                       | 35               |
| 5e         | Bernhard Auinger     | Autriche         | Euronova Racing Team                          | 26               |
| 6e         | Alex Lloyd           | Royaume-Uni      | John Village Automotive                       | 19               |
| 7e         | Fausto Ippoliti      | Italie           | Draco Junior Team                             | 17               |
| 8e         | Tuka Rocha           | Brésil           | Zele Racing Traini Corse Euronova Racing Team | 15               |
| 9e         | Mathias Lauda        | Autriche         | Traini Corse                                  | 9                |
| 10e        | "Babalus"            | Italie           | Traini Corse                                  | 7                |
| 11e        | Maxime Hodencq       | Belgique         | GP Racing                                     | 3                |
| 12e        | Allam Khodair        | Brésil           | ADM Motorsport                                | 1                |